# Großer Stein am Welsegraben
Koordinaten: 51° 11′ 36″ N, 9° 17′ 50″ O
Der Große Stein am Welsegraben ist ein Findling im Niedensteiner Ortsteil Kirchberg im nordhessischen Schwalm-Eder-Kreis.
Der 1973 zufällig am Ortsrand entdeckte Karst-Findling wurde auf dem Flurstück „Auf dem Schiwwör“ ausgegraben. Keine weiteren ähnlichen Vergleichsfunde wurden in der Nähe gemacht. Der letzte Dorfbürgermeister Wilhelm Kirchhoff ließ den Findling an der Ortsausfahrt nach Gleichen zur Erinnerung an die in der Umgebung und insbesondere auf dem bei Kirchberg gelegenen Wartberg  nachgewiesene Wartberg-Kultur aufstellen.
Der Gesteinsbrocken ist 2,20 m hoch, 1,4 m breit und 1,1 m dick.